# HD 361
HD 361 — звезда, которая находится в созвездии Кит на расстоянии около 91,3 светового года от нас.

## Характеристики
HD 361 — звезда 7,045 величины, не видимая невооружённым глазом. Впервые в астрономической литературе она упоминается в каталоге Генри Дрейпера, изданном в начале XX века. Это жёлтый карлик, имеющий массу, равную 92 % массы Солнца. Возраст звезды оценивается приблизительно в 9,2 миллиардов лет. Планет в данной системе пока обнаружено не было.